# أنتوني هويل (رجل غواصة)
أنتوني هويل (بالإنجليزية: Anthony Howell)‏ هو رجل غواصة جنوب أفريقي، ولد في 18 فبراير 1947.